# Клепгем
Клепгем (англ. Clapham; [ˈklæpəm]) — район у Південному Лондоні, переважно лежить у межах боро Ламбет, але частково, зокрема парк Клепем-коммон, що простягається в боро Вондзверт
.
Дві третини населення району складають білі
,
у тому числі тут знаходиться одна з найбільших діаспор австралійців.
Велика залізнична станція Клепем-джанкшен названа на честь району, але розташована за 1,6 км від його межі в сусідньому районі Баттерсі.
У районі базується футбольна команда Клепем Роверс, переможець Кубка Англії 1880 року.

## Транспорт
- Автобуси до південного та центрального Лондона
- Залізничні станції Південнолондонської лінії London Overground
  - Клепем-хай-стріт
  - Вондзверт-роуд
- Північна лінія Лондонське метро
  - Клепем-Норт
  - Клепем-коммон
  - Клепем-Саут